# مخ‌کشون
مخ‌کُشون یا کُشتن درخت نخل در اصطلاح به عمل بریدن درخت نخل می‌گویند.

## علت نامگذاری
نامگذاری بریدن درخت به کُشتن درخت به دلیل شباهت بسیار زیادی‌ست که نخل به انسان دارد. درخت نخل در ۱۶ سالگی بالغ می‌شود و ثمر می‌دهد و در پیری، دندان نخل که «تَوَخْتَکْ» نامیده می‌شود، می‌ریزد. اگر هنگام جابه‌جایی سر نخل صدمه ببیند خشک می‌شود، چون در سر نخل ماده‌ای وجود دارد به نام «کَچ» که همانند مغز فعالیت و زندگی نخل را کنترل می‌کند. همچنین درخت نخل در آب خفه می‌شود، به طوری که اگر آب از سر نخل بگذرد مرگ درخت نخل حتمی است.
برخلاف دیگر درختان که اگر سرشان را قطع کنند شاخ و برگ بیشتری می‌دهد، درخت نخل این‌گونه نیست، به طوری که اگر سر این درخت را قطع کنند خشک می‌شود و می‌میرد. همچنین اگر چوب نخل را بسوزانیم هیچ زغالی ندارد.

## پی‌نوشت
1. ↑  «کشتن درخت نخل»،  سربست.
2. ↑  «کشتن درخت نخل»،  سربست.
3. ↑  «کشتن درخت نخل»،  سربست.